# Farman F.230

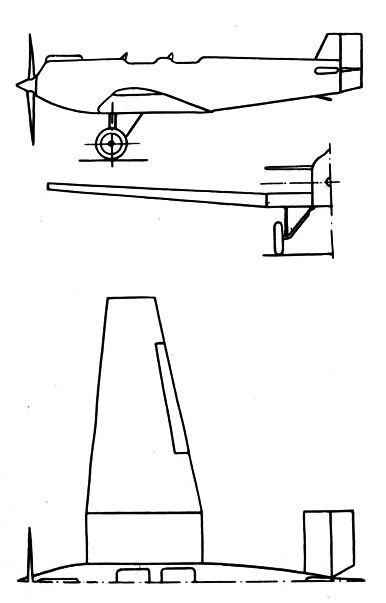
Plan 3-vues du Farman F.235 de L'Aérophile Salon 1932

Le Farman F.230 était un avion de tourisme léger, construit par Farman en France dans les années 1930. 

## Conception
C'était un monoplan à aile basse cantilever, muni d'un train d'atterrissage classique (deux jambes principales et une béquille de queue). Il possédait deux cockpits ouverts en tandem. Un trait distinctif de cet avion était la section épaisse de l'aile.

## Engagements
Durant la décennie 1930, les avions F.230 et dérivés ont enregistré plusieurs records mondiaux de vitesse, d'altitude, de durée de vol et de distance franchie. Le modèle F.356, à lui seul, a enregistré pas moins de 18 records.
Typique de ces exploits, le vol à longue distance accompli par Marcel Lalouette et Jean de Permangle le 12 janvier 1931. Avec un F.231, ils ont relié Istres (Bouches-du-Rhône) à Villa Cisneros, au Sahara occidental (colonie espagnole à l'époque), parcourant 2 700 km en 22 heures et établissant un nouveau record de distance pour avion léger. Autres aviateurs mémorables, Jean Réginensi et André Bailly ont établi trois records mondiaux de vitesse en octobre 1933 (sur 100 km, 500 km et 1 000 km) sur un F.239. Enfin, c'est avec un F.230, puis un F.236, que Léna Bernstein a préparé son dernier raid, dont l'échec l'a conduit au suicide.

## Variantes

### F.230

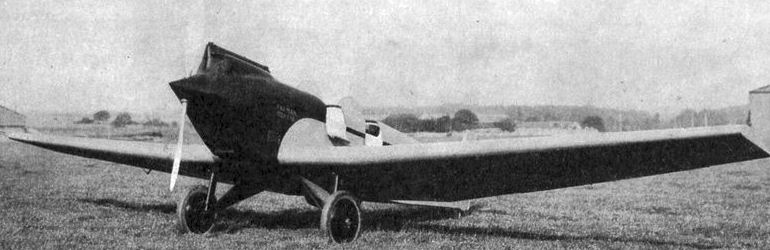
Farman F.235, photo parue dans L'Aérophile Salon 1932

- F.230 - version d'origine à moteur Salmson 9Ad (11 exemplaires)
  - F.230bis - conversion du F.230 (1 exemplaire converti)
- F.231 - version à moteur Renault 4Pb (47 exemplaires)
  - F.231bis - version hydravion du F.231 (1 exemplaire converti)
- F.232 - version à moteur Michel IV-AT3 (4 exemplaires)
- F.233 - version à moteur de Havilland Gipsy I (1 exemplaire)
- F.234 - version à moteur Salmson 7Ac (16 exemplaires)
- F.235 - version à moteur Hispano-Suiza 6Pa (1 exemplaire)
- F.236 - version à moteur Salmson 9Ad (4 exemplaires)
- F.237 - similaire au F.235, mais propulsé par un Renault de 100 ch.
- F.238 - version à moteur de Havilland Gipsy III (1 exemplaire)
- F.239 - version à moteur Pobjoy R engine (1 exemplaire)

### F.350

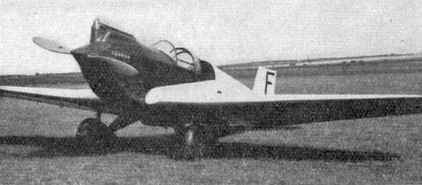
Farman F.358 photo parue dans L'Aérophile, juillet 1933

- F.350 - version à moteur Renault 4Pb (2 exemplaires, plus 4 convertis de F.231)
- F.351 - version à moteur Renault 4Pb et cabine fermée (1 exemplaire, plus 1 converti d'un F.231)
- F.352 - version à moteur Salmson 7Ac (1 exemplaire, plus 1 converti d'un F.234)
  - F.352H - version hydravion du F.352 (1 exemplaire, plus 1 converti d'un F.234)
- F.353 - version à moteur de Havilland Gipsy III (1 exemplaire)
- F.354 - version à moteur de Havilland Gipsy I (1 exemplaire)
- F.355 - version à moteur Renault 4Pdi (1 exemplaire)
- F.356 - version à moteur Renault 4Pc (1 exemplaire)
- F.357 - version à moteur Renault 4Pdi (1 exemplaire)
- F.358 - version à moteur Hispano-Suiza 6Pa (1 exemplaire)
- F.359 - version à moteur de Havilland Gipsy III (1 exemplaire)

### F.360
- F.360 - version à moteur Salmson 9Ad (1 exemplaire)
- F.361 - version à moteur Salmson 9Adr (2 convertis de F.236)

## Opérateurs
République Espagnole
- Forces aériennes de la République espagnole : F.350[1]

## Dans la culture populaire
Un Farman F.231 apparaît dans l'album Les Cigares du pharaon, le quatrième volume des Aventures de Tintin, la bande dessinée belge de Hergé, uniquement dans la première version en noir et blanc parue en 1934. Pour s'enfuir de l'état fictif du Khemed, en Arabie, Tintin vole un F.231 militaire sur une base aérienne. Poursuivi par des Hawker Hart qui lui tirent dessus à la mitrailleuse, il s'échappe en piquant, mais tombe en panne d'essence et s'écrase dans la jungle en Inde. 